# Copa del Rey de fútbol 2019-20
La Copa del Rey de fútbol 2019-20 fue la edición número 116 de la competición nacional por eliminatorias del fútbol español. Participaron un total de 125 equipos, integrados por 41 equipos de Primera y Segunda División (Reus excluido), 28 de Segunda B y 32 de Tercera División, excluidos los equipos filiales. Por primera vez, además, participaron los 4 semifinalistas de Copa Federación, y 20 equipos de las primeras divisiones regionales (10 clasificados a la primera ronda de la Copa del Rey y 10 eliminados en la ronda previa de la Copa del Rey), equivalentes a la quinta categoría del fútbol español, para un registro histórico de 125 participantes.
Esta edición de Copa del Rey pasó a la historia porque la final fue pospuesta a raíz de la Pandemia de COVID-19 y no se jugó hasta casi un año más tarde de la fecha inicialmente prevista, siendo por ello la única vez en la historia de esta competición en la que su desarrollo se prolongó durante tres años naturales (2019, 2020 y 2021). Por primera vez Athletic Club y Real Sociedad, los equipos más representativos del fútbol vasco se enfrentaron en una final de Copa del Rey, resultando vencedora la Real Sociedad de Fútbol, que obtuvo su segundo título de Copa (sin contar la Copa obtenida por su predecesor, el Club Ciclista de San Sebastián en 1909).

## Nuevo formato
La Asamblea General Extraordinaria de la RFEF, presidida por Luis Rubiales, aprobó un nuevo formato para la Copa del Rey que se estrenó en la temporada 2019-2020. En el nuevo modelo participaron un total de 115 equipos divididos en las siguientes categorías:
- 20 equipos de Primera División. Los cuatro clasificados para la Supercopa de España entraron en la tercera ronda eliminatoria (dieciseisavos de final).
- 21 equipos de Segunda División. El 12 de noviembre de 2019 se procedió a la exclusión del Reus de la competición.
- 28 equipos de Segunda División B. Los siete primeros clasificados por cada grupo, que correrían en caso de que se encuentren entre ellos equipos filiales o dependientes.
- 32 equipos de Tercera División. Siempre que no sean filiales o dependientes, se clasificaron los 18 campeones y los 14 subcampeones con mejor coeficiente de cada grupo.
- 4 equipos semifinalistas de la Copa RFEF. Esta competición se disputó en los meses de septiembre, octubre y noviembre. Por tanto, los cuatro semifinalistas, que se clasificaron para la Copa del Rey, se conocieron antes de la primera eliminatoria (18 de diciembre). No podría haber coincidencia, como en el caso del Mirandés esta campaña, porque los clubes ya clasificados a final de la temporada anterior no participaron en la Copa Federación.[4]
- 10 equipos de las primeras divisiones regionales. Salieron resultantes de una eliminatoria previa entre los campeones de cada una de las veinte federaciones territoriales.

Para acceder a la final, se disputaron seis rondas eliminatorias, todas ellas a partido único a excepción de las semifinales, que se disputaron en formato de ida y vuelta. En la primera ronda eliminatoria, los 10 equipos procedentes de la previa interterritorial se emparejaron con 10 de Primera División. Los 27 equipos restantes de Primera y Segunda División se emparejaron con los 4 procedentes de la Copa RFEF, los 21 que competirán en Tercera división y tres de Segunda B. El resto de equipos de Segunda B se enfrentaron entre sí, quedando uno exento de esta primera ronda. Quedan exentos los equipos participantes de la Supercopa hasta dieciseisavos de final. Se jugaron un total de 55 partidos, con 111 equipos participantes, con fecha el 18 de diciembre de 2019. Los ganadores accedieron a la Segunda ronda.
Todos los partidos se disputaron en campo del equipo de menor categoría. En caso de misma categoría fue a sorteo puro, en el campo del primer equipo que salga en el sorteo. Los encuentros en los que participe al menos un club profesional deben disputarse por normativa en superficie de césped natural. No obstante, el encuentro de segunda ronda entre el C. F. Badalona y el Getafe C. F. se disputó sobre una superficie de césped artificial, y fue eliminado el equipo de Primera División.

## Calendario y formato
El 29 de abril de 2019, la asamblea de la Real Federación Española de Fútbol aprobó el nuevo formato de competición: se amplió la competición a 125 equipos y pasaron a ser todas las ronda a partido único menos las semifinales, que se jugaron a partido doble.
La RFEF confirmó las fechas el 31 de julio de 2019.
| Ronda                  | Sorteo                  | Fechas                     | Partidos | Clubes    | Detalles |
| ---------------------- | ----------------------- | -------------------------- | -------- | --------- | --- |
| Preliminar             | 17 de octubre de 2019   | 13 de noviembre de 2019    | 10       | 121 → 111 | Incorporaciones: Clubes clasificados de la quinta categoría en 2018–19. Formato del sorteo: Los equipos se enfrentaron entre sí de acuerdo a criterios de proximidad geográfica. Equipo local: Según el sorteo Tipo de eliminatoria: Partido único |
| Primera ronda          | 17 de noviembre de 2019 | 17-19 de diciembre de 2019 | 55       | 111 → 56  | Incorporaciones: Todos los equipos participantes restantes menos los cuatro participantes de la Supercopa de España. Formato del sorteo: Los equipos de LaLiga (primera y segunda división) se enfrentan a los equipos de Tercera División y Divisiones Regionales. Los cuatro restantes se enfrentan a equipos de Segunda División B. Un equipo quedará exento. Equipo local: Equipo de menos categoría, o según sorteo si son de la misma categoría Tipo de eliminatoria: Partido único |
| Segunda ronda          | 20 de diciembre de 2019 | 11 y 12 de enero de 2020   | 28       | 56 → 28   | Formato del sorteo: Los equipos de menos categoría se enfrentan a los equipos de LaLiga (primera y segunda división). Equipo local: Equipo de menos categoría, o según sorteo si son de la misma categoría Tipo de eliminatoria: Partido único |
| Dieciseisavos de final | 14 de enero de 2020     | 21 a 23 de enero de 2020   | 16       | 32 → 16   | Incorporaciones: Los cuatro equipos participantes de la Supercopa de España. Formato del sorteo: Sin restricciones Equipo local: Equipo de menos categoría, o según sorteo si son de la misma categoría Tipo de eliminatoria: Partido único |
| Octavos de final       | 24 de enero de 2020     | 28 a 30 de enero de 2020   | 8        | 16 → 8    | Formato del sorteo: Sin restricciones Equipo local: Equipo de menos categoría, o según sorteo si son de la misma categoría Tipo de eliminatoria: Partido único |
| Cuartos de final       | 31 de enero de 2020     | 4 a 6 de febrero de 2020   | 4        | 8 → 4     | Formato del sorteo: Sin restricciones Equipo local: Equipo de menos categoría, o según sorteo si son de la misma categoría Tipo de eliminatoria: Partido único |
| Semifinales            | 7 de febrero de 2020    | 12 de febrero de 2020      | 4        | 4 → 2     | Formato del sorteo: Sin restricciones Equipo local: Según el sorteo Tipo de eliminatoria: Doble partido |
| Semifinales            | 7 de febrero de 2020    | 4 de marzo de 2020         | 4        | 4 → 2     | Formato del sorteo: Sin restricciones Equipo local: Según el sorteo Tipo de eliminatoria: Doble partido |
| Final                  | 7 de febrero de 2020    | 3 de abril de 2021         | 1        | 2 → 1     | Partido único, en estadio "La Cartuja" (Sevilla) decidido por la RFEF. Clasificación para la UEFA Europa League: el campeón clasifica para la fase de grupos |

Notas
- Las eliminatorias de doble partido imponen la regla de goles como visitante, las rondas de partido único no.
- Los partidos que terminen en empate se decidirán en tiempo extra y, si persiste, por penaltis.

## Participantes
Participaron los veinte equipos de Primera, veintiuno de Segunda (El Reus Deportiu quedó excluido), veintiocho de Segunda B, treinta y dos de Tercera de la anterior temporada, los cuatro semifinalistas de la Copa RFEF y 10 equipos de la máxima categoría territorial. Se indica con S los equipos que participan en la Supercopa y se incorporan en los dieciseisavos de final.
| 1.ª División (20 equipos) | 2.ª División (21 equipos) | 2.ª División "B" (28 equipos) | 3.ª División (32 equipos) | Copa RFEF (4 equipos)                                         | Territoriales (10 equipos) |
| --- | --- | --- | --- | ------------------------------------------------------------- | --- |
| F. C. BarcelonaS C. Atlético de MadridS Real Madrid C. F.S Valencia C. F.S Getafe C. F. Sevilla F. C. R. C. D. Espanyol Athletic Club Real Sociedad Real Betis Deportivo Alavés S. D. Eibar C. D. Leganés Villarreal C. F. Levante U. D. Real Valladolid C. F. R. C. Celta de Vigo Rayo Vallecano de M. S. D. Huesca Girona F. C. | C. A. Osasuna Granada C. F. Málaga C. F. Albacete Balompié R. C. D. Mallorca R. C. Deportivo de La Coruña Cádiz C. F. Real Oviedo R. Sporting de Gijón U. D. Almería Elche C. F. U. D. Las Palmas Extremadura U. D. A. D. Alcorcón Real Zaragoza C. D. Tenerife C. D. Numancia C. D. Lugo Córdoba C. F. C. F. Rayo Majadahonda C. Gimnàstic de Tarragona | - Grupo I C. F. Fuenlabrada S. D. Ponferradina Cultural Leonesa Pontevedra C. F. C. D. Guijuelo U. D. San Sebastián de los Reyes Unionistas de Salamanca C. F. - Grupo II R. Racing de Santander U. D. Logroñés C. D. Mirandés Barakaldo C. F. S. D. Leioa S. D. Amorebieta U. P. Langreo - Grupo III C. D. Atlético Baleares Hércules C. F. U. E. Cornellá C. Lleida Esportiu C. F. Badalona C. D. Ebro U. E. Olot - Grupo IV R. C. Recreativo de Huelva F. C. Cartagena U. D. Melilla C. D. Badajoz UCAM Murcia C. F. U. D. Ibiza Marbella F. C. | - Grupo I Racing Club de Ferrol Bergantiños C. F. - Grupo II C. D. Lealtad C. Marino de Luanco - Grupo III U. M. Escobedo C. D. Laredo - Grupo IV Club Portugalete Sestao River Club - Grupo V U. E. Llagostera C. E. L'Hospitalet - Grupo VI Orihuela C. F. C. F. La Nucía - Grupo VII Las Rozas C. F. - Grupo VIII Zamora C. F. Gimnástica Segoviana - Grupo IX Real Jaén C. F. Linares Deportivo - Grupo X A. D. Ceuta F. C. - Grupo XI S. C. R. Peña Deportiva - Grupo XII U. D. Tamaraceite C. D. Mensajero - Grupo XIII Yeclano Deportivo C. F. Lorca Deportiva - Grupo XIV A. D. Mérida C. P. Cacereño - Grupo XV Peña Sport F. C. - Grupo XVI S. D. Logroñés C. Haro Deportivo - Grupo XVII S. D. Tarazona C. F. Illueca - Grupo XVIII U. D. Socuéllamos C. F. Villarrubia C. F. | C. D. Castellón Coruxo C. F. C. D. Tudelano Real Murcia C. F. | C. A. Antoniano F. C. Andorra C. D. Becerril C. F. Intercity C. D. El Álamo Comillas C. F. Melilla C. D. C. D. P. Azagresa Tolosa C. F. El Palmar C. F. |

## Previa territorial
En algunas de la federaciones territoriales se disputaron unos Playoffs para acceder a la Previa interterritorial.

| Local              | Agr.         | Visitante                                   | Ida | Vuelta | Notas      |
| ------------------ | ------------ | ------------------------------------------- | --- | ------ | ---------- |
| C. D. As Pontes    | 3–3 (1:3 p.) | C. D. Pontellas                             | –   | –      | [ nota 1 ] |
| C. F. Trujillo     | 1–3          | A. D. Lobón                                 | 1–0 | 0–3    | [ nota 2 ] |
| C. D. Pedroñeras   | 3–0          | C. D. Illescas                              | 3–0 | 0–0    | [ nota 3 ] |
| U. D. Gran Tarajal | 3–3 (4:3 p.) | C. D. Vera                                  | –   | –      | [ nota 4 ] |
| (1º) Tolosa C. F.  | Triangular   | Urdúliz F. T. (2º) / C. D. Ariznabarra (3º) | –   | –      | [ nota 5 ] |

1. ↑  Eliminatoria disputada el 2-06-2019 en el Complexo Deportivo Santa Isabel de Santiago de Compostela entre los campeones de Regional Preferente Norte y Sur.
2. ↑  Eliminatoria disputada el 21-07-2019 y 27-07-2019.
3. ↑  Eliminatoria disputada el 10-08-2019 y 18-08-2019.
4. ↑  Eliminatoria canaria disputada a partido único en Fuerteventura el 28-08-2019, tras la retirada de U. D. Los Llanos de Aridane, campeón del grupo II de la Interinsular Preferente de Tenerife, que debía disputar una ronda previa ante el C. D. Vera para determinar el representante tinerfeño en el torneo de Copa, pero la Federación Tinerfeña de Fútbol no aceptó desplazar la fecha del partido programado y eliminó al equipo palmero.
5. ↑  El Tolosa superó un triangular contra el Ariznabarra y el Urduliz.

El Intercity Sant Joan ganó la plaza en una final a cuatro contra Recambios Colón, UD Puzol y CD Dénia.

## Previa interterritorial
En esta ronda previa, celebrada el 13 de noviembre de 2019, participaron los campeones de cada una de las veinte federaciones territoriales emparejados bajo criterios de proximidad geográfica en un sorteo celebrado el 17 de octubre de 2019.
| Local                               | Resultado    | Visitante              |
| ----------------------------------- | ------------ | ---------------------- |
| Tolosa C. F.                        | 1–0          | C. D. Pontellas        |
| C. D. Becerril                      | 1–0          | Urraca C. F.           |
| Comillas C. F.                      | 1–1 (3:2 p.) | C. D. Barquereño       |
| F. C. Andorra                       | 3–0          | C. D. Andrach          |
| U. D. Fraga                         | 0–1          | C. D. Peña Azagresa    |
| C. A. Antoniano                     | 2–0          | Atlético Porcuna C. F. |
| C. B. Ramón y Cajal                 | 1–2          | El Palmar C. F.        |
| Melilla C. D.                       | 1–0 (t.s)    | A. D. Lobón            |
| C. D. El Álamo                      | 2–1          | C. D. Pedroñeras       |
| C. F. Intercity Sant Joan d'Alacant | 3–0          | U. D. Gran Tarajal     |

## Primera ronda
La primera ronda la disputaron todos los equipos clasificados (excepto los cuatro participantes en la Supercopa) emparejados mediante un sorteo, donde los diez equipos procedentes de la previa interterritorial se emparejaron con diez de Primera División de la actual temporada. Los seis equipos restantes de Primera más los 22 de Segunda de la presente temporada se emparejaron con los cuatro procedentes de la Copa RFEF, los 21 que compitieron en Tercera división y tres de Segunda B. 
Finalmente los 35 equipos restantes de Segunda B se emparejaron entre sí, quedando exento de esta primera ronda el Yeclano Deportivo. En caso de rivales de la misma categoría, el campo quedaba decidido en el orden de extracción de las bolas y en caso contrario, en el campo del equipo de categoría inferior. Se jugaron un total de 55 partidos, con 111 equipos participantes, del 17 al 19 de diciembre de 2019. Tras el sorteo, se tomó la decisión de adelantar una semana el emparejamiento UD Logroñés - Marino de Luanco para evitar la disputa de tres encuentros consecutivos sobre el mismo césped. Los ganadores accederán a la segunda ronda.

| Local                              | Resultado    | Visitante               |
| ---------------------------------- | ------------ | ----------------------- |
| Yeclano Deportivo                  | Exento       |                         |
| C.F. Intercity Sant Joan d'Alacant | 0–3          | Athletic Club           |
| Melilla C. D.                      | 0–5          | Levante U. D.           |
| C. D. Peña Azagresa                | 0–2          | R. C. Celta de Vigo     |
| El Palmar C. F.                    | 1–2          | Getafe C. F.            |
| C. D. Becerril                     | 0–8          | Real Sociedad           |
| Comillas C. F.                     | 0–5          | Villarreal C. F.        |
| C. A. Antoniano                    | 0–4          | Real Betis              |
| Tolosa C. F.                       | 0–3          | Real Valladolid C. F.   |
| C. D. El Álamo                     | 0–1          | R. C. D. Mallorca       |
| F. C. Andorra                      | 1–1 (5:6 p.) | C. D. Leganés           |
| Gimnástica Segoviana               | 0–2          | Elche C. F.             |
| C. D. Tudelano                     | 0–1          | Albacete Balompié       |
| Bergantiños C. F.                  | 0–1          | Sevilla F. C.           |
| C. D. Castellón                    | 0–2          | U. D. Las Palmas        |
| Coruxo F. C.                       | 4–5 (t.s)    | C. D. Mirandés          |
| C. F. Lorca Deportiva              | 0–3          | C. A. Osasuna           |
| C. P. Cacereño                     | 1–0          | A. D. Alcorcón          |
| Linares Deportivo                  | 1–2          | Girona F. C.            |
| Real Jaén C. F.                    | 3–1          | Deportivo Alavés        |
| Zamora C. F.                       | 2–1          | Sporting de Gijón       |
| U. D. Socuéllamos C. F.            | 0–1          | Real Zaragoza           |
| C. D. Mensajero                    | 0–3          | C. D. Tenerife          |
| C. D. Laredo                       | 0–1          | S. D. Huesca            |
| S. D. Logroñés                     | 0–5          | S. D. Eibar             |
| C. D. Lealtad                      | 0–1          | Cádiz C. F.             |
| A. D. Ceuta F. C.                  | (3:2 p.) 1–1 | C. D. Numancia          |
| S. D. Tarazona                     | 0–1 (t.s)    | Rayo Vallecano          |
| C. E. L'Hospitalet                 | 2–3 (t.s)    | Granada C. F.           |
| Real Murcia C. F.                  | 1–0          | Racing de Santander     |
| Club Portugalete                   | 1–0          | Extremadura U. D.       |
| Peña Sport F. C.                   | 0–1 (t.s)    | C. F. Fuenlabrada       |
| Sestao River                       | (6:5 p.) 1–1 | C. D. Lugo              |
| C. F. Illueca                      | 0–2          | Deportivo La Coruña     |
| U. M. Escobedo                     | 2–0          | Málaga C. F.            |
| U. D. Tamaraceite                  | 3–2 (t.s)    | U. D. Almería           |
| Lleida Esportiu                    | 0–2          | R. C. D. Español        |
| C. F. Badalona                     | 3–1          | Real Oviedo             |
| S. C. R. Peña Deportiva            | 0–1 (t.s)    | S. D. Ponferradina      |
| F. C. Cartagena                    | 4–1          | S. D. Leioa             |
| Cultural Leonesa                   | 3–0          | Las Rozas C. F.         |
| Gimnàstic de Tarragona             | 3–1 (t.s)    | U. E. Olot              |
| U. D. Melilla                      | 1–2          | UCAM Murcia C. F.       |
| U. D. Logroñés                     | 2–1          | Marino de Luanco        |
| A. D. Mérida                       | (3:2 p.) 2–2 | C. F. La Nucía          |
| Hércules C. F.                     | 0–1          | Recreativo de Huelva    |
| Pontevedra C. F.                   | 0–2          | U. D. Ibiza-Eivissa     |
| U. E. Llagostera                   | 0–1 (t.s)    | Haro Deportivo          |
| U. E. Cornellá                     | 0–0 (4:5 p.) | Orihuela C. F.          |
| U. D. San Sebastián de los Reyes   | 2–0          | Córdoba C. F.           |
| C. F. Rayo Majadahonda             | 1–0          | Racing Club de Ferrol   |
| U. P. Langreo                      | 2–3          | C. D. Ebro              |
| Barakaldo C. F.                    | 0–0 (5:3 p.) | Villarrubia C. F.       |
| S. D. Amorebieta                   | 0–1          | C. D. Badajoz           |
| Unionistas de Salamanca C. F.      | 1–0          | C. D. Atlético Baleares |
| Marbella F. C.                     | 2–1          | C. D. Guijuelo          |

## Segunda ronda
La segunda ronda la disputaron —a partido único— el conjunto exento de la primera ronda más todos los equipos ganadores de esa misma ronda. En el sorteo realizado el 20 de diciembre de 2019 se emparejaron a los 28 equipos de Segunda B y Tercera con los 28 equipos de Primera y Segunda División. determinándose que las eliminatorias se disputarían en el campo de los equipos de Segunda B y Tercera. Se jugaron un total de 28 partidos, con 56 equipos participantes, entre el 11 y el 12 de enero de 2020. Los ganadores accedieron a los dieciseisavos de final.
| Local                            | Resultado    | Visitante              |
| -------------------------------- | ------------ | ---------------------- |
| Sestao River                     | 0–4          | Athletic Club          |
| Real Jaén C. F.                  | 1–1 (4:5 p.) | Levante U. D.          |
| Real Murcia C. F.                | 0–4          | C. D. Leganés          |
| U. M. Escobedo                   | 0–5          | Sevilla F. C.          |
| C. P. Cacereño                   | 1–2          | S. D. Eibar            |
| Club Portugalete                 | 0–3          | Real Betis             |
| A. D. Ceuta F. C.                | 0–4          | Real Sociedad          |
| Zamora C. F.                     | 0–1          | R. C. D. Mallorca      |
| U. D. Tamaraceite                | 0–1          | Granada C. F.          |
| Marbella F. C.                   | 1–1 (1:4 p.) | Real Valladolid C. F.  |
| A. D. Mérida                     | 1–4          | R. C. Celta de Vigo    |
| U. D. San Sebastián de los Reyes | 0–2          | R. C. D. Español       |
| C. F. Badalona                   | 2–0          | Getafe C. F.           |
| Orihuela C. F.                   | 1–2          | Villarreal C. F.       |
| Haro Deportivo                   | 1–2          | C. A. Osasuna          |
| C. D. Badajoz                    | 2–1          | U. D. Las Palmas       |
| Barakaldo C. F.                  | 0–2          | Rayo Vallecano         |
| U. D. Ibiza-Eivissa              | 1–1 (5:3 p.) | Albacete Balompié      |
| Cultural Leonesa                 | 2–1          | S. D. Huesca           |
| Unionistas de Salamanca C. F.    | 1–1 (8:7 p.) | Deportivo de La Coruña |
| Yeclano Deportivo                | 1–2          | Elche C. F.            |
| Gimnàstic de Tarragona           | 1–3          | Real Zaragoza          |
| Recreativo de Huelva             | 0–0 (5:4 p.) | C. F. Fuenlabrada      |
| C. F. Rayo Majadahonda           | 1–1 (2:4 p.) | C. D. Tenerife         |
| C. D. Ebro                       | 1–0 (t.s.)   | S. D. Ponferradina     |
| UCAM Murcia C. F.                | 2–3 (t.s.)   | C. D. Mirandés         |
| F. C. Cartagena                  | 2–4 (t.s.)   | Girona F. C.           |
| U. D. Logroñés                   | 1–1 (4:2 p.) | Cádiz C. F.            |

## Cuadro final
|  | Dieciseisavos de final    | Dieciseisavos de final    |                    |                  | Octavos de final  | Octavos de final  |  |               | Cuartos de final          | Cuartos de final          |  |                    | Semifinales                                                      | Semifinales                                                      | Semifinales                                                      |  |               | Final              | Final              |  |
|  | 21 al 23 de enero de 2020 | 21 al 23 de enero de 2020 |                    |                  | 28 al 30 de enero | 28 al 30 de enero |  |               | 4 al 6 de febrero de 2020 | 4 al 6 de febrero de 2020 |  |                    | 11 y 12 de febrero de 2020 (ida) 3 y 4 de marzo de 2020 (vuelta) | 11 y 12 de febrero de 2020 (ida) 3 y 4 de marzo de 2020 (vuelta) | 11 y 12 de febrero de 2020 (ida) 3 y 4 de marzo de 2020 (vuelta) |  |               | 3 de abril de 2021 | 3 de abril de 2021 |  |
|  |                           |                           |                    |                  |                   |                   |  |               |                           |                           |  |                    |                                                                  |                                                                  |                                                                  |  |               |                    |                    |  |
|  |                           |                           |                    |                  |                   |                   |  |               |                           |                           |  |                    |                                                                  |                                                                  |                                                                  |  |               |                    |                    |  |
|  | Real Zaragoza             | 3                         |                    |                  |                   |                   |  |               |                           |                           |  |                    |                                                                  |                                                                  |                                                                  |  |               |                    |                    |  |
|  | Real Zaragoza             | 3                         |                    |                  |                   |                   |  |               |                           |                           |  |                    |                                                                  |                                                                  |                                                                  |  |               |                    |                    |  |
|  | Mallorca                  | 1                         |                    |                  |                   |                   |  |               |                           |                           |  |                    |                                                                  |                                                                  |                                                                  |  |               |                    |                    |  |
|  | Mallorca                  | 1                         |                    | Real Zaragoza    | 0                 |                   |  |               |                           |                           |  |                    |                                                                  |                                                                  |                                                                  |  |               |                    |                    |  |
|  |                           |                           |                    | Real Zaragoza    | 0                 |                   |  |               |                           |                           |  |                    |                                                                  |                                                                  |                                                                  |  |               |                    |                    |  |
|  |                           |                           | Real Madrid        | 4                |                   |                   |  |               |                           |                           |  |                    |                                                                  |                                                                  |                                                                  |  |               |                    |                    |  |
|  | Unionistas de Salamanca   | 1                         | Real Madrid        | 4                |                   |                   |  |               |                           |                           |  |                    |                                                                  |                                                                  |                                                                  |  |               |                    |                    |  |
|  | Unionistas de Salamanca   | 1                         |                    |                  |                   |                   |  |               |                           |                           |  |                    |                                                                  |                                                                  |                                                                  |  |               |                    |                    |  |
|  | Real Madrid               | 3                         |                    |                  |                   |                   |  |               |                           |                           |  |                    |                                                                  |                                                                  |                                                                  |  |               |                    |                    |  |
|  | Real Madrid               | 3                         |                    |                  |                   |                   |  | Real Madrid   | 3                         |                           |  |                    |                                                                  |                                                                  |                                                                  |  |               |                    |                    |  |
|  |                           |                           |                    |                  |                   |                   |  | Real Madrid   | 3                         |                           |  |                    |                                                                  |                                                                  |                                                                  |  |               |                    |                    |  |
|  |                           |                           | Real Sociedad      | 4                |                   |                   |  |               |                           |                           |  |                    |                                                                  |                                                                  |                                                                  |  |               |                    |                    |  |
|  | Real Sociedad             | 2                         | Real Sociedad      | 4                |                   |                   |  |               |                           |                           |  |                    |                                                                  |                                                                  |                                                                  |  |               |                    |                    |  |
|  | Real Sociedad             | 2                         |                    |                  |                   |                   |  |               |                           |                           |  |                    |                                                                  |                                                                  |                                                                  |  |               |                    |                    |  |
|  | Espanyol                  | 0                         |                    |                  |                   |                   |  |               |                           |                           |  |                    |                                                                  |                                                                  |                                                                  |  |               |                    |                    |  |
|  | Espanyol                  | 0                         |                    | Real Sociedad    | 3                 |                   |  |               |                           |                           |  |                    |                                                                  |                                                                  |                                                                  |  |               |                    |                    |  |
|  |                           |                           |                    | Real Sociedad    | 3                 |                   |  |               |                           |                           |  |                    |                                                                  |                                                                  |                                                                  |  |               |                    |                    |  |
|  |                           |                           | Osasuna            | 1                |                   |                   |  |               |                           |                           |  |                    |                                                                  |                                                                  |                                                                  |  |               |                    |                    |  |
|  | Recreativo de Huelva      | 2                         | Osasuna            | 1                |                   |                   |  |               |                           |                           |  |                    |                                                                  |                                                                  |                                                                  |  |               |                    |                    |  |
|  | Recreativo de Huelva      | 2                         |                    |                  |                   |                   |  |               |                           |                           |  |                    |                                                                  |                                                                  |                                                                  |  |               |                    |                    |  |
|  | Osasuna (t.s.)            | 3                         |                    |                  |                   |                   |  |               |                           |                           |  |                    |                                                                  |                                                                  |                                                                  |  |               |                    |                    |  |
|  | Osasuna (t.s.)            | 3                         |                    |                  |                   |                   |  |               |                           |                           |  | Real Sociedad      | 2                                                                | 1                                                                |                                                                  |  |               |                    |                    |  |
|  |                           |                           |                    |                  |                   |                   |  |               |                           |                           |  | Real Sociedad      | 2                                                                | 1                                                                |                                                                  |  |               |                    |                    |  |
|  |                           |                           | Mirandés           | 1                | 0                 |                   |  |               |                           |                           |  |                    |                                                                  |                                                                  |                                                                  |  |               |                    |                    |  |
|  | Mirandés (t.s.)           | 2                         | Mirandés           | 1                | 0                 |                   |  |               |                           |                           |  |                    |                                                                  |                                                                  |                                                                  |  |               |                    |                    |  |
|  | Mirandés (t.s.)           | 2                         |                    |                  |                   |                   |  |               |                           |                           |  |                    |                                                                  |                                                                  |                                                                  |  |               |                    |                    |  |
|  | Celta de Vigo             | 1                         |                    |                  |                   |                   |  |               |                           |                           |  |                    |                                                                  |                                                                  |                                                                  |  |               |                    |                    |  |
|  | Celta de Vigo             | 1                         |                    | Mirandés         | 3                 |                   |  |               |                           |                           |  |                    |                                                                  |                                                                  |                                                                  |  |               |                    |                    |  |
|  |                           |                           |                    | Mirandés         | 3                 |                   |  |               |                           |                           |  |                    |                                                                  |                                                                  |                                                                  |  |               |                    |                    |  |
|  |                           |                           | Sevilla            | 1                |                   |                   |  |               |                           |                           |  |                    |                                                                  |                                                                  |                                                                  |  |               |                    |                    |  |
|  | Sevilla                   | 3                         | Sevilla            | 1                |                   |                   |  |               |                           |                           |  |                    |                                                                  |                                                                  |                                                                  |  |               |                    |                    |  |
|  | Sevilla                   | 3                         |                    |                  |                   |                   |  |               |                           |                           |  |                    |                                                                  |                                                                  |                                                                  |  |               |                    |                    |  |
|  | Levante                   | 1                         |                    |                  |                   |                   |  |               |                           |                           |  |                    |                                                                  |                                                                  |                                                                  |  |               |                    |                    |  |
|  | Levante                   | 1                         |                    |                  |                   |                   |  | Mirandés      | 4                         |                           |  |                    |                                                                  |                                                                  |                                                                  |  |               |                    |                    |  |
|  |                           |                           |                    |                  |                   |                   |  | Mirandés      | 4                         |                           |  |                    |                                                                  |                                                                  |                                                                  |  |               |                    |                    |  |
|  |                           |                           | Villarreal         | 2                |                   |                   |  |               |                           |                           |  |                    |                                                                  |                                                                  |                                                                  |  |               |                    |                    |  |
|  | Rayo Vallecano (p.)       | 2 (4)                     | Villarreal         | 2                |                   |                   |  |               |                           |                           |  |                    |                                                                  |                                                                  |                                                                  |  |               |                    |                    |  |
|  | Rayo Vallecano (p.)       | 2 (4)                     |                    |                  |                   |                   |  |               |                           |                           |  |                    |                                                                  |                                                                  |                                                                  |  |               |                    |                    |  |
|  | Real Betis                | 2 (2)                     |                    |                  |                   |                   |  |               |                           |                           |  |                    |                                                                  |                                                                  |                                                                  |  |               |                    |                    |  |
|  | Real Betis                | 2 (2)                     |                    | Rayo Vallecano   | 0                 |                   |  |               |                           |                           |  |                    |                                                                  |                                                                  |                                                                  |  |               |                    |                    |  |
|  |                           |                           |                    | Rayo Vallecano   | 0                 |                   |  |               |                           |                           |  |                    |                                                                  |                                                                  |                                                                  |  |               |                    |                    |  |
|  |                           |                           | Villarreal         | 2                |                   |                   |  |               |                           |                           |  |                    |                                                                  |                                                                  |                                                                  |  |               |                    |                    |  |
|  | Girona                    | 0                         | Villarreal         | 2                |                   |                   |  |               |                           |                           |  |                    |                                                                  |                                                                  |                                                                  |  |               |                    |                    |  |
|  | Girona                    | 0                         |                    |                  |                   |                   |  |               |                           |                           |  |                    |                                                                  |                                                                  |                                                                  |  |               |                    |                    |  |
|  | Villarreal                | 3                         |                    |                  |                   |                   |  |               |                           |                           |  |                    |                                                                  |                                                                  |                                                                  |  |               |                    |                    |  |
|  | Villarreal                | 3                         |                    |                  |                   |                   |  |               |                           |                           |  |                    |                                                                  |                                                                  |                                                                  |  | Real Sociedad | 1                  |                    |  |
|  |                           |                           |                    |                  |                   |                   |  |               |                           |                           |  |                    |                                                                  |                                                                  |                                                                  |  | Real Sociedad | 1                  |                    |  |
|  |                           |                           | Athletic Club      | 0                |                   |                   |  |               |                           |                           |  |                    |                                                                  |                                                                  |                                                                  |  |               |                    |                    |  |
|  | Tenerife                  | 2                         | Athletic Club      | 0                |                   |                   |  |               |                           |                           |  |                    |                                                                  |                                                                  |                                                                  |  |               |                    |                    |  |
|  | Tenerife                  | 2                         |                    |                  |                   |                   |  |               |                           |                           |  |                    |                                                                  |                                                                  |                                                                  |  |               |                    |                    |  |
|  | Real Valladolid           | 1                         |                    |                  |                   |                   |  |               |                           |                           |  |                    |                                                                  |                                                                  |                                                                  |  |               |                    |                    |  |
|  | Real Valladolid           | 1                         |                    | Tenerife         | 3 (2)             |                   |  |               |                           |                           |  |                    |                                                                  |                                                                  |                                                                  |  |               |                    |                    |  |
|  |                           |                           |                    | Tenerife         | 3 (2)             |                   |  |               |                           |                           |  |                    |                                                                  |                                                                  |                                                                  |  |               |                    |                    |  |
|  |                           |                           | Athletic Club (p.) | 3 (4)            |                   |                   |  |               |                           |                           |  |                    |                                                                  |                                                                  |                                                                  |  |               |                    |                    |  |
|  | Elche                     | 1 (4)                     | Athletic Club (p.) | 3 (4)            |                   |                   |  |               |                           |                           |  |                    |                                                                  |                                                                  |                                                                  |  |               |                    |                    |  |
|  | Elche                     | 1 (4)                     |                    |                  |                   |                   |  |               |                           |                           |  |                    |                                                                  |                                                                  |                                                                  |  |               |                    |                    |  |
|  | Athletic Club (p.)        | 1 (5)                     |                    |                  |                   |                   |  |               |                           |                           |  |                    |                                                                  |                                                                  |                                                                  |  |               |                    |                    |  |
|  | Athletic Club (p.)        | 1 (5)                     |                    |                  |                   |                   |  | Athletic Club | 1                         |                           |  |                    |                                                                  |                                                                  |                                                                  |  |               |                    |                    |  |
|  |                           |                           |                    |                  |                   |                   |  | Athletic Club | 1                         |                           |  |                    |                                                                  |                                                                  |                                                                  |  |               |                    |                    |  |
|  |                           |                           | Barcelona          | 0                |                   |                   |  |               |                           |                           |  |                    |                                                                  |                                                                  |                                                                  |  |               |                    |                    |  |
|  | Ibiza                     | 1                         | Barcelona          | 0                |                   |                   |  |               |                           |                           |  |                    |                                                                  |                                                                  |                                                                  |  |               |                    |                    |  |
|  | Ibiza                     | 1                         |                    |                  |                   |                   |  |               |                           |                           |  |                    |                                                                  |                                                                  |                                                                  |  |               |                    |                    |  |
|  | Barcelona                 | 2                         |                    |                  |                   |                   |  |               |                           |                           |  |                    |                                                                  |                                                                  |                                                                  |  |               |                    |                    |  |
|  | Barcelona                 | 2                         |                    | Barcelona        | 5                 |                   |  |               |                           |                           |  |                    |                                                                  |                                                                  |                                                                  |  |               |                    |                    |  |
|  |                           |                           |                    | Barcelona        | 5                 |                   |  |               |                           |                           |  |                    |                                                                  |                                                                  |                                                                  |  |               |                    |                    |  |
|  |                           |                           | Leganés            | 0                |                   |                   |  |               |                           |                           |  |                    |                                                                  |                                                                  |                                                                  |  |               |                    |                    |  |
|  | Ebro                      | 0                         | Leganés            | 0                |                   |                   |  |               |                           |                           |  |                    |                                                                  |                                                                  |                                                                  |  |               |                    |                    |  |
|  | Ebro                      | 0                         |                    |                  |                   |                   |  |               |                           |                           |  |                    |                                                                  |                                                                  |                                                                  |  |               |                    |                    |  |
|  | Leganés                   | 1                         |                    |                  |                   |                   |  |               |                           |                           |  |                    |                                                                  |                                                                  |                                                                  |  |               |                    |                    |  |
|  | Leganés                   | 1                         |                    |                  |                   |                   |  |               |                           |                           |  | Athletic Club (v.) | 1                                                                | 1                                                                |                                                                  |  |               |                    |                    |  |
|  |                           |                           |                    |                  |                   |                   |  |               |                           |                           |  | Athletic Club (v.) | 1                                                                | 1                                                                |                                                                  |  |               |                    |                    |  |
|  |                           |                           | Granada            | 0                | 2                 |                   |  |               |                           |                           |  |                    |                                                                  |                                                                  |                                                                  |  |               |                    |                    |  |
|  | Badajoz                   | 3                         | Granada            | 0                | 2                 |                   |  |               |                           |                           |  |                    |                                                                  |                                                                  |                                                                  |  |               |                    |                    |  |
|  | Badajoz                   | 3                         |                    |                  |                   |                   |  |               |                           |                           |  |                    |                                                                  |                                                                  |                                                                  |  |               |                    |                    |  |
|  | Eibar                     | 1                         |                    |                  |                   |                   |  |               |                           |                           |  |                    |                                                                  |                                                                  |                                                                  |  |               |                    |                    |  |
|  | Eibar                     | 1                         |                    | Badajoz          | 2                 |                   |  |               |                           |                           |  |                    |                                                                  |                                                                  |                                                                  |  |               |                    |                    |  |
|  |                           |                           |                    | Badajoz          | 2                 |                   |  |               |                           |                           |  |                    |                                                                  |                                                                  |                                                                  |  |               |                    |                    |  |
|  |                           |                           | Granada (t.s.)     | 3                |                   |                   |  |               |                           |                           |  |                    |                                                                  |                                                                  |                                                                  |  |               |                    |                    |  |
|  | Badalona                  | 1                         | Granada (t.s.)     | 3                |                   |                   |  |               |                           |                           |  |                    |                                                                  |                                                                  |                                                                  |  |               |                    |                    |  |
|  | Badalona                  | 1                         |                    |                  |                   |                   |  |               |                           |                           |  |                    |                                                                  |                                                                  |                                                                  |  |               |                    |                    |  |
|  | Granada (t.s.)            | 3                         |                    |                  |                   |                   |  |               |                           |                           |  |                    |                                                                  |                                                                  |                                                                  |  |               |                    |                    |  |
|  | Granada (t.s.)            | 3                         |                    |                  |                   |                   |  | Granada       | 2                         |                           |  |                    |                                                                  |                                                                  |                                                                  |  |               |                    |                    |  |
|  |                           |                           |                    |                  |                   |                   |  | Granada       | 2                         |                           |  |                    |                                                                  |                                                                  |                                                                  |  |               |                    |                    |  |
|  |                           |                           | Valencia           | 1                |                   |                   |  |               |                           |                           |  |                    |                                                                  |                                                                  |                                                                  |  |               |                    |                    |  |
|  | Cultural Leonesa (t.s.)   | 2                         | Valencia           | 1                |                   |                   |  |               |                           |                           |  |                    |                                                                  |                                                                  |                                                                  |  |               |                    |                    |  |
|  | Cultural Leonesa (t.s.)   | 2                         |                    |                  |                   |                   |  |               |                           |                           |  |                    |                                                                  |                                                                  |                                                                  |  |               |                    |                    |  |
|  | Atlético de Madrid        | 1                         |                    |                  |                   |                   |  |               |                           |                           |  |                    |                                                                  |                                                                  |                                                                  |  |               |                    |                    |  |
|  | Atlético de Madrid        | 1                         |                    | Cultural Leonesa | 0 (2)             |                   |  |               |                           |                           |  |                    |                                                                  |                                                                  |                                                                  |  |               |                    |                    |  |
|  |                           |                           |                    | Cultural Leonesa | 0 (2)             |                   |  |               |                           |                           |  |                    |                                                                  |                                                                  |                                                                  |  |               |                    |                    |  |
|  |                           |                           | Valencia (p.)      | 0 (4)            |                   |                   |  |               |                           |                           |  |                    |                                                                  |                                                                  |                                                                  |  |               |                    |                    |  |
|  | Logroñés                  | 0                         | Valencia (p.)      | 0 (4)            |                   |                   |  |               |                           |                           |  |                    |                                                                  |                                                                  |                                                                  |  |               |                    |                    |  |
|  | Logroñés                  | 0                         |                    |                  |                   |                   |  |               |                           |                           |  |                    |                                                                  |                                                                  |                                                                  |  |               |                    |                    |  |
|  | Valencia                  | 1                         |                    |                  |                   |                   |  |               |                           |                           |  |                    |                                                                  |                                                                  |                                                                  |  |               |                    |                    |  |
|  | Valencia                  | 1                         |                    |                  |                   |                   |  |               |                           |                           |  |                    |                                                                  |                                                                  |                                                                  |  |               |                    |                    |  |
|  |                           |                           |                    |                  |                   |                   |  |               |                           |                           |  |                    |                                                                  |                                                                  |                                                                  |  |               |                    |                    |  |

## Dieciseisavos de final
Los dieciseisavos de final los disputaron los 28 ganadores de la segunda ronda más los cuatro participantes de la Supercopa. En primer lugar fueron emparejados estos equipos provenientes de la Supercopa con otros cuatro de Segunda B o Tercera. A continuación, los equipos restantes de Segunda B y Tercera quedaron emparejados, mientras fuera posible, con equipos de Primera y Segunda. El resto de equipos se emparejaron entre sí. En caso de rivales de la misma categoría, el campo fue decidido por el orden de extracción de las bolas, siendo, en caso contrario, en el campo del equipo de categoría inferior. Se jugaron un total de 16 partidos, con 32 equipos participantes, del 21 al 23 de enero de 2020, accediendo los ganadores a los octavos de final.
| Local                         | Resultado    | Visitante             |
| ----------------------------- | ------------ | --------------------- |
| U. D. Ibiza                   | 1–2          | F. C. Barcelona       |
| U. D. Logroñés                | 0–1          | Valencia C. F.        |
| Cultural Leonesa              | 2–1 (t. s.)  | Atlético de Madrid    |
| Unionistas de Salamanca C. F. | 1–3          | Real Madrid C. F.     |
| C. D. Ebro                    | 0–1          | C. D. Leganés         |
| C. D. Badajoz                 | 3–1          | S. D. Eibar           |
| C. F. Badalona                | 1–3 (t. s.)  | Granada C. F.         |
| Recreativo de Huelva          | 2–3 (t. s.)  | C. A. Osasuna         |
| Rayo Vallecano                | 2–2 (4:2 p.) | Real Betis            |
| C. D. Mirandés                | 2–1 (t. s.)  | R. C. Celta de Vigo   |
| C. D. Tenerife                | 2–1          | Real Valladolid C. F. |
| Girona F. C.                  | 0–3          | Villarreal C. F.      |
| Elche C. F.                   | 1–1 (4:5 p.) | Athletic Club         |
| Real Zaragoza                 | 3–1          | R. C. D. Mallorca     |
| Sevilla F. C.                 | 3–1          | Levante U. D.         |
| Real Sociedad                 | 2–0          | R. C. D. Español      |

## Octavos de final
Los octavos de final los disputaron todos los equipos ganadores de la ronda anterior, emparejando por sorteo hasta donde fue posible, a los clubs de Segunda B o Tercera que permanecieran en la competición, con los conjuntos sobrevivientes de Primera y Segunda. En caso de rivales de la misma categoría, el campo quedó decidido por el orden de extracción de las bolas, siendo en caso contrario por elección inicial en el campo del equipo de categoría inferior. Se jugaron un total de 8 partidos, con 16 equipos participantes, del 28 al 30 de enero de 2020. Los ganadores accedieron a cuartos de final.
| Local            | Resultado    | Visitante         |
| ---------------- | ------------ | ----------------- |
| C. D. Badajoz    | 2–3 (t. s.)  | Granada C. F.     |
| Cultural Leonesa | 0–0 (2:4 p.) | Valencia C. F.    |
| C. D. Tenerife   | 3–3 (2:4 p.) | Athletic Club     |
| Real Zaragoza    | 0–4          | Real Madrid C. F. |
| C. D. Mirandés   | 3–1          | Sevilla F. C.     |
| Rayo Vallecano   | 0–2          | Villarreal C. F.  |
| F. C. Barcelona  | 5–0          | C. D. Leganés     |
| Real Sociedad    | 3–1          | C. A. Osasuna     |

## Cuartos de final
Los cuartos de final los disputaron todos los equipos ganadores de la ronda anterior, emparejados por sorteo puro. En caso de rivales de la misma categoría, el campo quedó decidido por el orden de extracción de las bolas, siendo en caso contrario iniciado por el campo del equipo de categoría inferior, como ocurrió en el encuentro entre C. D. Mirandés y el Villarreal. Se jugaron un total de 4 partidos, con 8 equipos participantes, del 4 al 6 de febrero de 2020. Los ganadores accedieron a las semifinales.
| Local             | Resultado | Visitante        |
| ----------------- | --------- | ---------------- |
| Real Madrid C. F. | 3–4       | Real Sociedad    |
| Athletic Club     | 1–0       | F. C. Barcelona  |
| Granada C. F.     | 2–1       | Valencia C. F.   |
| C. D. Mirandés    | 4–2       | Villarreal C. F. |

## Semifinales
Las semifinales fueron disputadas por los cuatro equipos ganadores de la ronda anterior, siendo emparejados por sorteo puro. Un total de 4 partidos (ida y vuelta) entre los 4 equipos participantes. Al darse la eliminatoria por doble partido, la ida se jugó entre el 11 y el 12 de febrero, mientras que la vuelta fueron los días 3 y el 4 de marzo de 2020. Los ganadores de las semifinales, Athletic Club y Real Sociedad, accedieron a la final.
| Equipo 1      | Agr.     | Equipo 2       | Ida | Vuelta |
| ------------- | -------- | -------------- | --- | ------ |
| Real Sociedad | 3–1      | C. D. Mirandés | 2–1 | 1–0    |
| Athletic Club | 2–2 (v.) | Granada C. F.  | 1–0 | 1–2    |

## Final
La final estaba planificada originalmente para el 18 de abril de 2020, pero la situación de pandemia y el estado de alarma con confinamiento domiciliario en el que entró España a partir del 14 de marzo hicieron inviable jugar la final en la fecha prevista. La final de Copa no fue una excepción a otros torneos futbolísticos, ya que la Liga se paralizó también por tres meses y no se reanudó, para jugarse sin público, hasta principios del mes de junio. Se barajó la posibilidad de jugar la final sin público durante el verano de 2020, una vez finalizada la Liga, pero los dos clubes, junto con la Federación Española de Fútbol acordaron posponer sine die la celebración de la final hasta que la evolución de la pandemia permitiera la disputa de la final con público. Por este hecho ambos clubes renunciaron al cupo que la UEFA otorgaba al campeón de Copa en la UEFA Europa League, aunque la Real Sociedad sí pudo obtener ese cupo por su clasificación liguera. 
Al confeccionar el calendario de Liga de la temporada 2020-21 se planificaron los encuentros ligueros entre Athletic y Real Sociedad el 30-31 de diciembre de 2020 y el 4 de abril de 2021, con vistas a utilizar una fecha durante las fiestas navideñas para la disputa de la final aplazada o bien la fecha del 4 de abril, considerada última fecha hábil para la disputa de la final de Copa, 14 días antes de la disputa de la final de la edición 2020-21. Al coincidir el encuentro liguero entre ambos clubes con esas fechas se hacía más sencillo aplazar el partido liguero en caso de que coincidiera con la final de Copa.
Al final la evolución de la pandemia no permitió disputar la final con público, motivo principal del aplazamiento, y se agotaron las fechas disponibles hasta que la final se planificó para el 3 de abril de 2021. La posibilidad de permitir al menos algo de público local en el estadio se barajó en las fechas previas al encuentro, pero acabó descartándose y la final se disputó sin público. El partido se disputó a las 21:30 de la noche coincidiendo con un toque de queda en el País Vasco a partir de las diez de la noche, por lo que los aficionados de ambos clubes tuvieron que ver el encuentro desde sus domicilios, sin posibilidad de salir a festejar la victoria a la calle, una vez acabado el encuentro.
Ambos clubes disputaron la final con las plantillas disponibles en la temporada 2020-21, no con la que había competido en la competición de Copa 2019-20. Eso dio lugar a algunos casos curiosos como el de Carlos Fernández, delantero de la Real Sociedad, que había perdido la semifinal con el Granada CF ante el Athletic y que disputó la final con la Real Sociedad. También formaron parte de la plantilla de la Real campeona, Jon Guridi, Martín Merquelanz y Modibo Sagnan, que la temporada pasada habían estado cedidos en el CD Mirandés que se enfrentó a la Real en seminfinales. Guridi y Merquelanz jugaron aquella eliminatoria contra su equipo, aunque ninguno de los tres jugó en la final.
En el Athletic el cambio más importante fue el del entrenador, ya que Gaizka Garitano fue cesado en enero y sustituido por Marcelino García Toral. 
| 1     | POR   | Unai Simón       |     |
| 18    | DEF   | Óscar de Marcos  |     |
| 6     | DEF   | Yeray Álvarez    |     |
| 4     | DEF   | Íñigo Martínez   |     |
| 17    | DEF   | Yuri Berchiche   |     |
| 12    | MED   | Álex Berenguer   | 76' |
| 14    | MED   | Dani García      | 76' |
| 27    | MED   | Unai Vencedor    | 68' |
| 10    | MED   | Iker Muniain     |     |
| 9     | DEL   | Iñaki Williams   |     |
| 22    | DEL   | Raúl García      |     |
| D. T. | D. T. | Marcelino García |     |

| 1     | POR   | Álex Remiro      |       |
| 18    | DEF   | Andoni Gorosabel | 90+3' |
| 5     | DEF   | Igor Zubeldia    |       |
| 24    | DEF   | Robin Le Normand |       |
| 20    | DEF   | Nacho Monreal    |       |
| 21    | MED   | David Silva      | 85'   |
| 36    | MED   | Martín Zubimendi |       |
| 8     | MED   | Mikel Merino     |       |
| 7     | MED   | Portu            | 88'   |
| 19    | DEL   | Alexander Isak   | 88'   |
| 10    | DEL   | Mikel Oyarzabal  |       |
| D. T. | D. T. | Imanol Alguacil  |       |

| 8  | MED | Unai López       | 68'   |
| 6  | MED | Mikel Vesga      | 76'   |
| 20 | DEL | Asier Villalibre | 76'   |
| 21 | DEF | Ander Capa       | 90+3' |

| 16 | MED | Ander Guevara     | 85'   |
| 22 | DEL | Ander Barrenetxea | 88'   |
| 9  | DEL | Carlos Fernández  | 88'   |
| 6  | DEF | Aritz Elustondo   | 90+3' |

| 63' | Mikel Oyarzabal | 0:1 |

| 35' · 62' | Dani García Íñigo Martínez |

| 71' | Mikel Merino |

| Principal  | Estrada Fernández |
| Asistentes | Alonso Fernández  |
|            | Porras Ayuso      |
| Cuarto     | Munuera Montero   |
| Quinto     | Iñigo Prieto      |

| VAR            | Iglesias Villanueva |
| Asistentes VAR | González González   |

|                    |     |     |
| Tiros              | 5   | 6   |
| Tiros a puerta     | 2   | 1   |
| Faltas             | 15  | 22  |
| Saques de esquina  | 4   | 1   |
| Fueras de juego    | 0   | 2   |
| Posesión del balón | 42% | 58% |

| Alineación inicial |

| 1     | POR   | Unai Simón       |     |
| 18    | DEF   | Óscar de Marcos  |     |
| 6     | DEF   | Yeray Álvarez    |     |
| 4     | DEF   | Íñigo Martínez   |     |
| 17    | DEF   | Yuri Berchiche   |     |
| 12    | MED   | Álex Berenguer   | 76' |
| 14    | MED   | Dani García      | 76' |
| 27    | MED   | Unai Vencedor    | 68' |
| 10    | MED   | Iker Muniain     |     |
| 9     | DEL   | Iñaki Williams   |     |
| 22    | DEL   | Raúl García      |     |
| D. T. | D. T. | Marcelino García |     |

| 1     | POR   | Álex Remiro      |       |
| 18    | DEF   | Andoni Gorosabel | 90+3' |
| 5     | DEF   | Igor Zubeldia    |       |
| 24    | DEF   | Robin Le Normand |       |
| 20    | DEF   | Nacho Monreal    |       |
| 21    | MED   | David Silva      | 85'   |
| 36    | MED   | Martín Zubimendi |       |
| 8     | MED   | Mikel Merino     |       |
| 7     | MED   | Portu            | 88'   |
| 19    | DEL   | Alexander Isak   | 88'   |
| 10    | DEL   | Mikel Oyarzabal  |       |
| D. T. | D. T. | Imanol Alguacil  |       |

| 8  | MED | Unai López       | 68'   |
| 6  | MED | Mikel Vesga      | 76'   |
| 20 | DEL | Asier Villalibre | 76'   |
| 21 | DEF | Ander Capa       | 90+3' |

| 16 | MED | Ander Guevara     | 85'   |
| 22 | DEL | Ander Barrenetxea | 88'   |
| 9  | DEL | Carlos Fernández  | 88'   |
| 6  | DEF | Aritz Elustondo   | 90+3' |

| 63' | Mikel Oyarzabal | 0:1 |

| 35' · 62' | Dani García Íñigo Martínez |

| 71' | Mikel Merino |

| Principal  | Estrada Fernández |
| Asistentes | Alonso Fernández  |
|            | Porras Ayuso      |
| Cuarto     | Munuera Montero   |
| Quinto     | Iñigo Prieto      |

| VAR            | Iglesias Villanueva |
| Asistentes VAR | González González   |

|                    |     |     |
| Tiros              | 5   | 6   |
| Tiros a puerta     | 2   | 1   |
| Faltas             | 15  | 22  |
| Saques de esquina  | 4   | 1   |
| Fueras de juego    | 0   | 2   |
| Posesión del balón | 42% | 58% |

| Alineación inicial |

| 1     | POR   | Unai Simón       |     |
| 18    | DEF   | Óscar de Marcos  |     |
| 6     | DEF   | Yeray Álvarez    |     |
| 4     | DEF   | Íñigo Martínez   |     |
| 17    | DEF   | Yuri Berchiche   |     |
| 12    | MED   | Álex Berenguer   | 76' |
| 14    | MED   | Dani García      | 76' |
| 27    | MED   | Unai Vencedor    | 68' |
| 10    | MED   | Iker Muniain     |     |
| 9     | DEL   | Iñaki Williams   |     |
| 22    | DEL   | Raúl García      |     |
| D. T. | D. T. | Marcelino García |     |

| 1     | POR   | Álex Remiro      |       |
| 18    | DEF   | Andoni Gorosabel | 90+3' |
| 5     | DEF   | Igor Zubeldia    |       |
| 24    | DEF   | Robin Le Normand |       |
| 20    | DEF   | Nacho Monreal    |       |
| 21    | MED   | David Silva      | 85'   |
| 36    | MED   | Martín Zubimendi |       |
| 8     | MED   | Mikel Merino     |       |
| 7     | MED   | Portu            | 88'   |
| 19    | DEL   | Alexander Isak   | 88'   |
| 10    | DEL   | Mikel Oyarzabal  |       |
| D. T. | D. T. | Imanol Alguacil  |       |

| 8  | MED | Unai López       | 68'   |
| 6  | MED | Mikel Vesga      | 76'   |
| 20 | DEL | Asier Villalibre | 76'   |
| 21 | DEF | Ander Capa       | 90+3' |

| 16 | MED | Ander Guevara     | 85'   |
| 22 | DEL | Ander Barrenetxea | 88'   |
| 9  | DEL | Carlos Fernández  | 88'   |
| 6  | DEF | Aritz Elustondo   | 90+3' |

| 63' | Mikel Oyarzabal | 0:1 |

| 35' · 62' | Dani García Íñigo Martínez |

| 71' | Mikel Merino |

| Principal  | Estrada Fernández |
| Asistentes | Alonso Fernández  |
|            | Porras Ayuso      |
| Cuarto     | Munuera Montero   |
| Quinto     | Iñigo Prieto      |

| VAR            | Iglesias Villanueva |
| Asistentes VAR | González González   |

|                    |     |     |
| Tiros              | 5   | 6   |
| Tiros a puerta     | 2   | 1   |
| Faltas             | 15  | 22  |
| Saques de esquina  | 4   | 1   |
| Fueras de juego    | 0   | 2   |
| Posesión del balón | 42% | 58% |

| Alineación inicial |

| 1     | POR   | Unai Simón       |     |
| 18    | DEF   | Óscar de Marcos  |     |
| 6     | DEF   | Yeray Álvarez    |     |
| 4     | DEF   | Íñigo Martínez   |     |
| 17    | DEF   | Yuri Berchiche   |     |
| 12    | MED   | Álex Berenguer   | 76' |
| 14    | MED   | Dani García      | 76' |
| 27    | MED   | Unai Vencedor    | 68' |
| 10    | MED   | Iker Muniain     |     |
| 9     | DEL   | Iñaki Williams   |     |
| 22    | DEL   | Raúl García      |     |
| D. T. | D. T. | Marcelino García |     |

| 1     | POR   | Álex Remiro      |       |
| 18    | DEF   | Andoni Gorosabel | 90+3' |
| 5     | DEF   | Igor Zubeldia    |       |
| 24    | DEF   | Robin Le Normand |       |
| 20    | DEF   | Nacho Monreal    |       |
| 21    | MED   | David Silva      | 85'   |
| 36    | MED   | Martín Zubimendi |       |
| 8     | MED   | Mikel Merino     |       |
| 7     | MED   | Portu            | 88'   |
| 19    | DEL   | Alexander Isak   | 88'   |
| 10    | DEL   | Mikel Oyarzabal  |       |
| D. T. | D. T. | Imanol Alguacil  |       |

| 8  | MED | Unai López       | 68'   |
| 6  | MED | Mikel Vesga      | 76'   |
| 20 | DEL | Asier Villalibre | 76'   |
| 21 | DEF | Ander Capa       | 90+3' |

| 16 | MED | Ander Guevara     | 85'   |
| 22 | DEL | Ander Barrenetxea | 88'   |
| 9  | DEL | Carlos Fernández  | 88'   |
| 6  | DEF | Aritz Elustondo   | 90+3' |

| 63' | Mikel Oyarzabal | 0:1 |

| 35' · 62' | Dani García Íñigo Martínez |

| 71' | Mikel Merino |

| Principal  | Estrada Fernández |
| Asistentes | Alonso Fernández  |
|            | Porras Ayuso      |
| Cuarto     | Munuera Montero   |
| Quinto     | Iñigo Prieto      |

| VAR            | Iglesias Villanueva |
| Asistentes VAR | González González   |

|                    |     |     |
| Tiros              | 5   | 6   |
| Tiros a puerta     | 2   | 1   |
| Faltas             | 15  | 22  |
| Saques de esquina  | 4   | 1   |
| Fueras de juego    | 0   | 2   |
| Posesión del balón | 42% | 58% |

| Alineación inicial |

|               |
|               |
| Campeón       |
| Real Sociedad |
| 2.º título    |